# Nahuatl
Ne doit pas être confondu avec Nahual.
Le nahuatl (/ˈnaːwatɬ/ ), dont le nom dérive probablement du mot « nāhuatlahtōlli », et s'appelle aussi plus rarement mexicain, est une macro-langue (groupe de langues apparentées) de la famille uto-aztèque. Les différentes variétés de nahuatl sont parlées dans plusieurs pays d'Amérique du Nord et d'Amérique centrale, principalement dans certains États du centre et du sud du Mexique : Puebla, Veracruz, Hidalgo et Guerrero.
En 2023, un peu moins de 2 millions de personnes parlaient le nahuatl : l'Institut national de statistique et de géographie du Mexique (INEGI) a recensé environ 1,75 millions de locuteurs du nahuatl au Mexique, dont moins de 10 % étaient monolingues, et on en comptait environ 140 000 aux États-Unis. C'est la langue indigène la plus parlée au Mexique : près d'un quart des locuteurs d'une langue indigène au Mexique parlent le nahuatl. Dans l’ensemble, le nahuatl n’est pas considéré comme une langue en voie de disparition ; cependant, à la fin du XXe siècle, plusieurs dialectes nahuatl ont disparu.
Probablement parlé à l'origine dans les déserts du nord du Mexique avant que les peuples nahuas n'émigrent vers le sud en plusieurs vagues, le nahuatl a été parlé dans le centre du Mexique au moins depuis le VIIe siècle. Au cours des siècles précédant la conquête espagnole du Mexique, le nahuatl a évolué sous l'influence des langues voisines et est devenu à partir du XIIe siècle une langue véhiculaire dans une grande partie de la Mésoamérique ; au XVe et au XVIe siècle, avec l'émergence de l'Empire aztèque, c'est l'usage du nahuatl utilisé par les habitants de la capitale aztèque Mexico-Tenochtitlan qui s'est étendu. Pendant la conquête espagnole, au XVIe siècle, avec l'introduction de l'alphabet latin, le nahuatl classique (en) accéda au statut de langue littéraire, et de nombreuses chroniques, des grammaires, des œuvres poétiques, des documents administratifs et autres manuscrits ont été rédigés en nahuatl romanisé après la chute de l'Empire aztèque entre le XVIe et le XVIIe siècle.
Le nahuatl appartient au groupe nahua de la branche méridionale de la famille des langues uto-aztèques. Il s'agit d'une langue agglutinante polysynthétique incorporante. C'est aussi une des très rares langues du monde à ne pas distinguer clairement les verbes des noms ; n'importe quel mot, en effet, peut jouer le rôle du prédicat : on dit de cette langue qu'elle est omni-prédicative.

## Classification linguistique
Il appartient à la famille uto-nahua (uto-aztèque) et est parent des familles linguistiques corachol (cora, huichol), pimana (pápago, tepehuán y tarahumara, yaqui). Le nahuatl classique est apparenté avec le pochutèque (es) (disparu), et aussi de manière plus éloignée avec les langues de la sous-famille corachol, situées au nord-est du foyer d'origine du nahuatl.
Deux dialectes du nahuatl sont largement reconnus : le nahuatl et le pochutèque.
Selon un point de vue typologique il est une illustration intéressante de langue agglutinante, particulièrement dans la morphologie verbale et dans la formation du lexique.

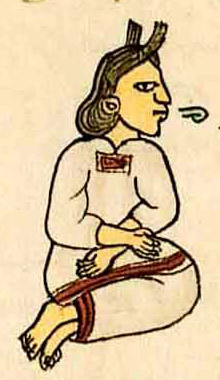
Femme aztèque parlant

### Dialectes du nahuatl
Le site web Ethnologue.com recense vingt-huit variétés de nahuatl. En 2010, l'institut gouvernemental mexicain pour les langues indigènes, l'INALI, a reconnu trente variétés de nahuatl parlées au Mexique.
La sous-classification actuelle du nahuatl repose sur les recherches menées par Una Canger (1980, 1988) et Lastra de Suárez (1986). Canger introduisit l'hypothèse d'un dialecte central regroupant plusieurs groupes périphériques, et Lastra a confirmé cette notion, en nuançant certains détails. Chacun des groupes est défini par des traits grammaticaux caractéristiques communs qui, à leur tour, suggèrent une histoire commune. Le tableau ci-dessous combine la classification de Lastra de Suárez avec celle effectuée par Campbell en 1997 pour le groupe des langues uto-aztèques.
- Uto-Aztèque  5000 av. J.-C.
  - Aztèque  2000 av. J.-C. ( (sc + langue non reconnue : aka) Nahuan)
    - Pochutèque † (Côte de Oaxaca)
    - Aztèque général (incluant le Nahuatl)
      - Périphérie occidentale (Dialectes de Durango (Mexicanero), Michoacán, dialectes éteints de Colima et de Nayarit)
      - Périphérie orientale (Langues et dialectes de la Sierra de Puebla, dans le sud de Veracruz et de Tabasco)
      - Huasteca (Dialectes du nord de Puebla, Hidalgo, San Luis Potosí et du nord de Veracruz)
      - Central (Dialectes du centre de Puebla, Tlaxcala, centre de Veracruz, Morelos et sud de Guerrero)

Carte des principales variantes dialectales de la langue mexicaine

La terminologie utilisée pour décrire les variétés de dialectes du nahuatl est incompatible. De nombreux termes sont utilisés avec de multiples dénotations, ou un seul groupe de dialecte va sous plusieurs noms. Parfois, des termes plus anciens sont remplacés par des plus récents ou avec son propre nom. Le mot nahuatl est lui-même un mot en nahuatl, probablement dérivé du mot nāwatlaʔtōlli (langage clair). La langue était autrefois appelée « aztèque », car elle a été parlée par les Aztèques. Aujourd'hui, le terme « aztèque » est rarement utilisé pour les langues modernes, mais ce nom (« aztèque ») pour la branche des langues uto-aztèques qui comprennent le nahuatl, le pipil et le pochutheque encore en usage (bien que certains linguistes préfèrent « Nahuan »). Depuis 1978, le terme « aztèque général » a été adopté par les linguistes pour désigner l'ensemble des langues de la branche uto-aztèque à l'exception du pochutèque.
Les locuteurs du nahuatl se réfèrent souvent à leur langue comme Mexicano ou un mot dérivé de mācēhualli, le mot nahuatl pour « roturier ». Un exemple de ce dernier est le cas pour le nahuatl parlé en Morelos, dont les locuteurs appellent leur langue mösiehuali. Les pipils du Salvador ne nomment pas d'ailleurs leur propre langue « Pipil », comme la plupart des linguistes, mais plutôt Nawat. Les Nahuas de Durango appellent leur langue Mexicanero. Les nahuas de l'isthme de Tehuantepec appellent leur langue mela'tajtol (la langue droite). Certaines communautés linguistiques utilisent « nahuatl » comme nom pour leur langue bien que cela semble être une innovation récente. Les linguistes identifient généralement les dialectes nahuatl en ajoutant comme qualificatif le nom du village ou de la zone où cette variété est parlée.

## Histoire

### Origines
L'ancienneté de la langue ute, qui a donné naissance au nahuatl, remonterait à 5 000 ans, et serait donc comparable à celle de la famille indo-européenne. Son tronc commun serait partagé avec la famille des langues kiowas des États-Unis et du Canada[réf. souhaitée].
Le nahuatl est la langue originellement parlée par un des nombreux groupes ethniques du Mexique avant de s'étendre du XIVe au XVIe siècle comme lingua franca dans de plus en plus de territoires mésoaméricains. Les locuteurs du nahuatl arrivèrent dans la vallée de Mexico au milieu du premier millénaire de notre ère, probablement en provenance du nord-ouest (zone correspondant aux États mexicains actuels de Michoacán, Jalisco, Nayarit) : ils étaient les ancêtres des Aztèques. En 900, une nouvelle vague de peuples parlant le nahuatl pénétrèrent dans l'aire des grandes civilisations mésoaméricaines. C'était une des langues parlées à Teotihuacán et c'était très probablement aussi la langue des Toltèques.

### Époque postclassique
Le nahuatl était parlé par de nombreux peuples mésoaméricains du XIIe siècle, parmi lesquels on peut notamment citer les Tépanèques, les Tlaxcaltèques, les Xochimilcas, les Acolhuas, les Texcocas et les Cholultèques.
Les Aztèques, ou Mexicas, qui fondèrent la ville de Mexico-Tenochtitlan vers le début du XIVe siècle, parlaient une variété du nahuatl central. Celle-ci se diffusa au fur et à mesure de la constitution de l'empire de la triple alliance au centre et au sud de ce qui est aujourd'hui le Mexique (Mexico, Morelos, Hidalgo, Puebla, Veracruz y Guerrero).
Le nahuatl classique est donc la variété de nahuatl parlée au cœur de la triple alliance, à Mexico-Tenochtitlan.
Durant l'apogée de l'Empire aztèque il existait des écoles et des académies, les « calmecac », dans lesquelles, entre autres activités culturelles, on enseignait à la jeunesse à bien parler, à mémoriser, à réciter, à chanter. Les jeunes enfants intégraient l'école à partir de l'âge de 6 ans pour un cursus obligatoire jusqu'à l'âge de 16 ans pour les garçons. Dans les temples existait une école de poésie et de chant au service des prêtres et de la noblesse. Les œuvres littéraires en nahuatl avant la conquête prennent la forme d'écriture en partie pictographique avec des éléments phonétiques, utilisés surement pour mémoriser les traditions orales.
Des linguistes du  XXe siècle conjoignirent la famille uto-aztèque originaires du sud-ouest des États-Unis comme lieu géographique d'origine de cette famille linguistique. La preuve archéologique soutient une diffusion vers le sud à travers le continent américain. Mais récemment, l'évaluation a été contestée par Jane H. Hill, qui propose l'origine des langues uto-aztèques dans le centre du Mexique et la diffusion de celles-ci vers le nord à une date très tôt. Ces hypothèses et les analyses des données ont reçu de sérieuses critiques.
La migration prétendue des locuteurs de la langue proto-nahuatl dans la région mésoaméricaine s'est déroulée autour de l'an 500, vers la fin de la période classique ancienne dans la périodisation de la Mésoamérique.
Le centre politique et culturel de l'Amérique précolombienne était Teotihuacan. La langue parlée par les fondateurs de cette ville a été longuement débattue, et l'hypothèse du nahuatl parlé à Teotihuacan était importante dans cette enquête. Alors qu'au XIXe et au XXe siècle, il a été présumé que Teotihuacan avait été fondé par des locuteurs natifs du nahuatl, les différentes recherches linguistiques et archéologiques menées plus tard ont tendance à rejeter ce point de vue et, au lieu de cela, d'autres candidats tels que les langues totonaques sont identifiés comme les langues les plus probables. Mais récemment, les données de l'épigraphie des Mayas montrent que des emprunts du nahuatl aux langues mayas avaient été possibles et aussi que d'autres langues mésoaméricaines ont pu emprunter des mots au proto-Nahuan beaucoup plus tôt qu'on ne le pensait, renforçant la possibilité d'une présence significative du nahuatl à Teotihuacan,,,,.
Dès le VIIe siècle les locuteurs nahuatl sont montés au pouvoir au Mexique central. Les habitants de la culture toltèque de Tula, qui a été active dans le centre du Mexique autour du Xe siècle, sont considérés comme étant les ancêtres des nahuans. Au XIe siècle, les locuteurs nahuatl ont dominé la vallée de Mexico et bien au-delà, grâce aux colonies, y compris Azcapotzalco, Colhuacan et Cholula. Les migrations vers le nord ont continué durant la période postclassique. Pendant l'une des dernières migrations avant d'arriver dans la vallée de Mexico, les nahuans se sont installés sur une île dans le lac Texcoco et ont soumis les tribus environnantes. Ce groupe était les Mexicas (ou Mexihka), qui, au cours des trois prochains siècles fonderont une capitale d'un puissant empire nommé Tenochtitlan. Leurs influences politiques et linguistiques sont venues à s'étendre dans toute l'Amérique centrale et le nahuatl est devenu la lingua franca entre les commerçants et les élites en Mésoamérique, aussi parmi les Quiché. Comme Tenochtitlan a grandi pour devenir le plus grand centre urbain de l'Amérique centrale, il a attiré des locuteurs du nahuatl de divers secteurs avant de donner naissance à une forme urbaine de nahuatl avec des traits de plusieurs dialectes. Cette variété urbanisée de Tenochtitlan est ce qui allait être connu sous le nom nahuatl classique documenté à l'époque coloniale.

### Époque coloniale

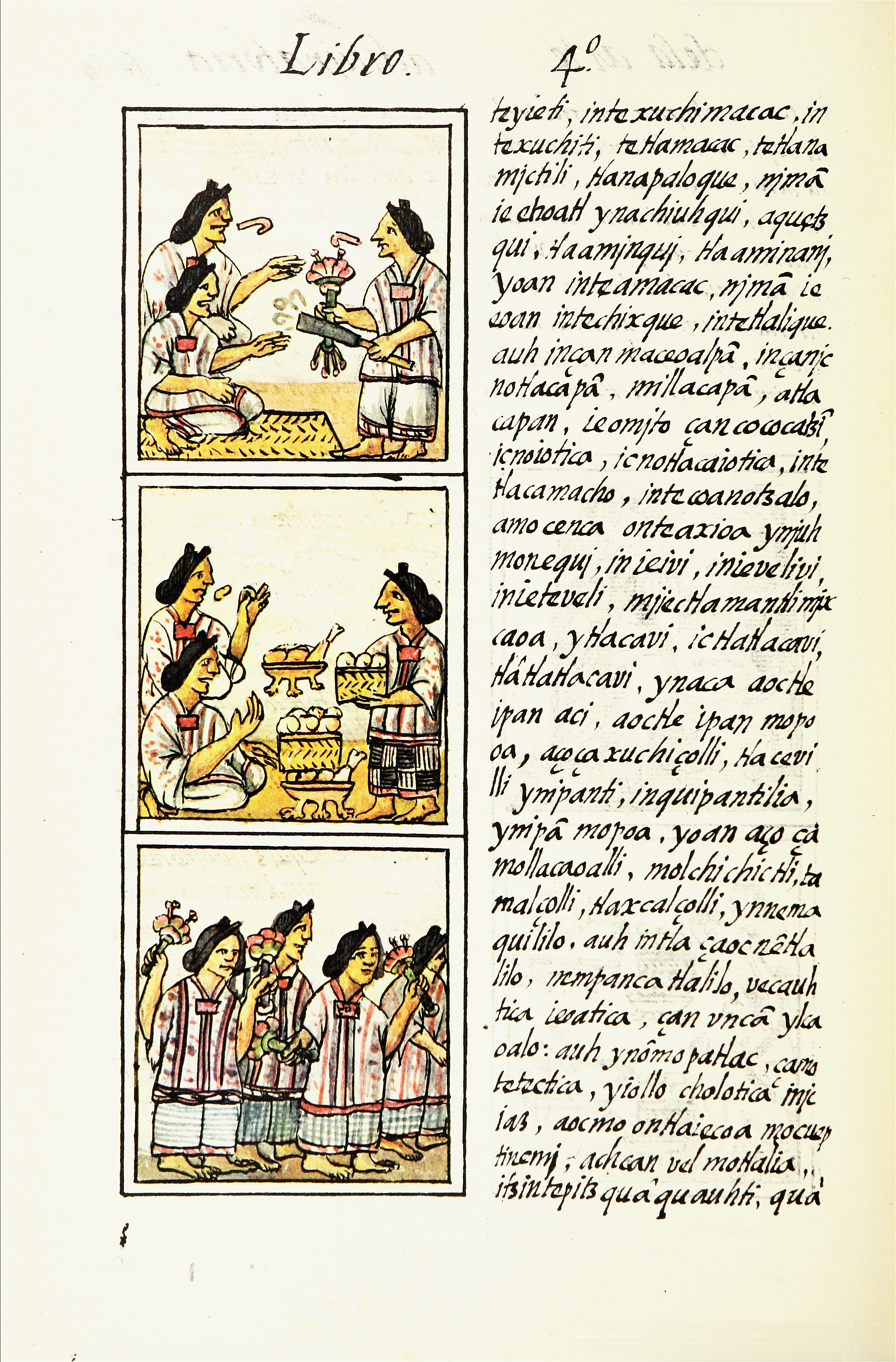
Page du livre IV du codex florentin. Le texte est en nahuatl retranscrit en écriture latine.

Avec l'arrivée des Espagnols en 1519, les rôles de la langue étaient inversés : elle a été déplacée en tant que langue régionale dominante. Néanmoins, en raison de l'alliance espagnole avec les premières enceintes nahuannes de Tlaxcala et plus tard avec les Aztèques conquis, la langue nahuatl a continué son expansion dans la Mésoamérique au cours des décennies suivants la conquête. Quant à la conquête de l'Amérique centrale, Pedro de Alvarado a conquis le Guatemala avec l'aide de dizaines de milliers de tlaxcaltèques alliés, qui ont ensuite fondé le Antigua Guatemala. Des épisodes similaires ont eu lieu à travers le Salvador et le Honduras lorsque les nahuans s'établirent dans des communautés qui ont souvent nommés d'après eux. Au Honduras, par exemple, deux de ces quartiers sont appelés « Mexicapa », et un autre au Salvador est appelé « Mejicanos ».
Après la chute de Tenochtitlan en 1521, la langue nahuatl fut sauvegardée par les missionnaires : l'énorme processus d'évangélisation des populations nahuas passa par l'utilisation du nahuatl.
L'utilisation, par les ecclésiastiques espagnols, de l'écriture latine pour retranscrire phonétiquement le nahuatl par écrit joua un rôle important dans la préservation de la langue et plus généralement de la culture nahuas. L'œuvre de Bernardino de Sahagún (1530-1590) eut une importance cruciale, véritable somme encyclopédique sur cette civilisation regroupant des recherches historiques, religieuses, des notes médicinales et des textes poétiques dans une grande variété de thèmes et de styles.
Dans le cadre de leurs efforts missionnaires, des membres de divers ordres religieux (moines principalement Fransciscan, jésuites, etc.) ont introduit l'alphabet latin aux Nahuas. Dans les vingt premières années après l'arrivée des Espagnols aux Amériques, les textes ont été écrits dans la langue nahuatl mais en caractères latins.

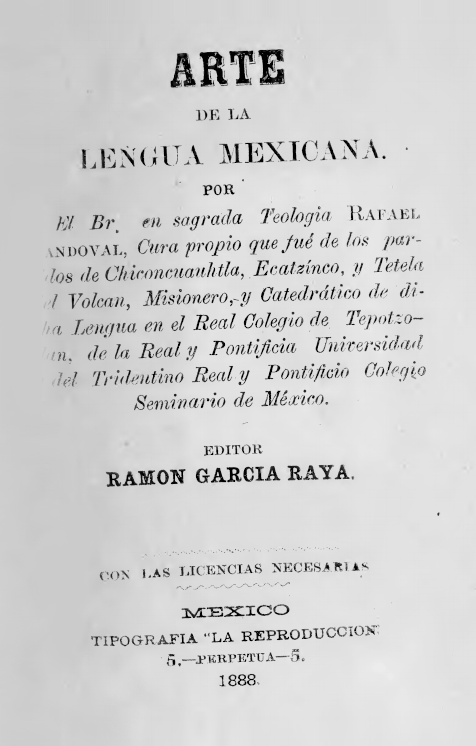
Première page de l'Art de la Langue Mexicaine (1810).

En même temps des écoles ont été fondées, comme le Colegio de Santa Cruz de Tlatelolco en 1536. La première grammaire nahuatl, écrite par Andrés de Olmos, a été publié en 1547, soit trois ans avant la première grammaire française. En 1645 quatre autres avaient été publiées, les auteurs respectifs étaient Alonso de Molina (1571), Antonio del Rincón (1595), Diego de Galdo Guzmán (1642) et Horacio Carochi (1645). Lui-même nahuatl le jésuite Antonio del Rincón est considéré comme le plus important grammairien du nahuatl, de l'époque coloniale à nos jours.
En 1570, le roi Philippe II d'Espagne a décrété que le nahuatl devait devenir la langue officielle des colonies de la Nouvelle-Espagne, afin de faciliter la communication entre les Espagnols et les indigènes des colonies. Cela a amené les missionnaires espagnols à enseigner le nahuatl aux Indiens vivant au sud, comme au Honduras et au Salvador. Au cours des XVIe et XVIIe siècles, le nahuatl classique était utilisé comme langue littéraire. Les textes de cette période comprennent des textes historiques, des chroniques, des poèmes, des pièces de théâtre, des œuvres canoniques chrétiennes, des descriptions ethnographiques et des documents administratifs. Les Espagnols permettaient une grande autonomie dans l'administration locale des villages indigènes au cours de cette période, et dans de nombreuses villes le nahuatl était la langue administrative.
Des grammaires et des dictionnaires de langues autochtones ont été composés tout au long de la période coloniale, mais leurs qualités étaient plus élevées dans la période initiale (avant l'arrivée des Espagnols). Pendant un moment, la situation linguistique en Mésoamérique est restée relativement stable, mais en 1696 le roi Charles II a publié un décret interdisant l'utilisation d'une langue autre que l'espagnol tout au long des colonies espagnoles. En 1770, un autre décret, appelant à l'élimination des langues autochtones, a supprimé le nahuatl classique comme langue littéraire.

### Époque moderne
| Region           | Totaux    | Pourcentages |
| ---------------- | --------- | ------------ |
| Mexico           | 37 450    | 0,44 %       |
| Guerrero         | 136 681   | 4,44 %       |
| Hidalgo          | 221 684   | 9,92 %       |
| État de Mexico   | 55 802    | 0,43 %       |
| Morelos          | 18 656    | 1,20 %       |
| Oaxaca           | 10 979    | 0,32 %       |
| Puebla           | 416 968   | 8,21 %       |
| San Luis Potosí  | 138 523   | 6,02 %       |
| Tlaxcala         | 23 737    | 2,47 %       |
| Veracruz         | 338 324   | 4,90 %       |
| Reste du Mexique | 50 132    | 0,10 %       |
| Total :          | 1 448 936 | 1,49 %       |

Le nahuatl n'a cessé de se fragmenter en une multitude de dialectes.
Tout au long de la période moderne, le nombre de locuteurs de pratiquement toutes les langues autochtones a diminué. Bien que le nombre de locuteurs du nahuatl ait augmenté au cours du dernier siècle, les populations autochtones sont devenues de plus en plus marginalisés dans la société mexicaine. En 1895, le nahuatl a été parlé par seulement de 5 % de la population. En 2000, cette proportion était tombée à 1,49 %. Compte tenu du processus des migrations autochtones vers les zones urbaines aux États-Unis, certains linguistes ont prévenu de la mort imminente de la langue. À l'heure actuelle, le nahuatl est parlé dans les zones rurales par une classe pauvre d'agriculteurs de subsistance autochtones. Selon l'institut national de statistiques mexicaines INEGI, 51 % des locuteurs du nahuatl sont impliqués dans le secteur de l'agriculture et 6 à 10 % ne reçoivent pas de salaire ou moins que le salaire minimum.
Dès le début du XXe siècle à au moins le milieu des années 1980, les politiques éducatives au Mexique ont imposé l'hispanisation des communautés autochtones, c'est-à-dire l'enseignement de l'espagnol et l'abandon des langues autochtones. En conséquence, aujourd'hui, il n'y a pas de groupe de locuteurs nahuatl qui ait atteint l'alphabétisation générale en nahuatl, mais le taux de leur alphabétisation en espagnol reste également beaucoup plus faible que la moyenne nationale. Le nahuatl est encore parlé par plus d'un million et demi de personnes, dont environ 10 % sont monolingues. La survie du nahuatl dans son ensemble n'est pas en danger imminent, mais la survie de certains dialectes l'est. Certains dialectes ont même déjà disparu dans les dernières décennies du XXe siècle
Les années 1990 ont vu l'apparition de changements dans les politiques gouvernementales mexicaines sur les droits des autochtones et linguistiques. En particulier, le gouvernement fédéral, à travers la loi générale sur les droits linguistiques des peuples autochtones, reconnaît toutes les langues autochtones du pays, y compris le nahuatl, comme « langues nationales » et donne aux peuples autochtones le droit de les utiliser dans toutes les sphères de la vie publique et privée. Dans l'article 11, il donne accès aux enseignements obligatoires, bilingues et interculturelles.
En février 2008, le maire de Mexico, Marcelo Ebrard, a lancé une campagne pour que tous les employés du gouvernement apprennent obligatoirement le nahuatl. Ebrard a également déclaré qu'il continuerait l'institution de la langue nahuatl et qu'il était important pour le Mexique de se souvenir de son histoire et de sa tradition.
En dehors du Mexique, le nahuatl perdure de manière très minoritaire au Nicaragua, au Guatemala et dans le sud des États-Unis. Au Salvador, la langue s'est quasiment éteinte après les massacres d'indigènes dus à l'insurrection paysanne de 1932.

## Distribution géographique

Nombre de locuteurs nahuatl âgés de 5 ans et plus, par État du Mexique, selon le recensement réalisé par l'INEGI en 2020.

Cette langue se parle dans les États de Guerrero, Hidalgo, Oaxaca, Puebla, Tlaxcala, Veracruz, San Luis Potosí, Michoacán, Mexico, Morelos et Durango ainsi qu'à  Milpa Alta, Azcapotzalco, Xochimilco et d'autres zones proches du district fédéral de Mexico. Aujourd'hui, une gamme de variétés du nahuatl sont parlées dans des zones dispersées qui s'étendent de l'État de Durango à Veracruz dans le sud-est. Le Pipil, la langue Nahuan méridionale, est parlé au Salvador par un petit nombre de locuteurs. Il n'existe pas de chiffres fiables pour le nombre de locuteurs contemporains de la langue Pipil. Les chiffres peuvent varier de « peut-être quelques centaines de personnes, peut-être seulement quelques dizaines ».
Selon les estimations publiées en août 2024 par l'Institut national de statistique et de géographie du Mexique (INEGI), il y avait au Mexique en 2023 environ 1,75 millions de locuteurs du nahuatl, dont moins de 10 % étaient monolingues. C'est la langue indigène la plus parlée au Mexique : près d'un quart des locuteurs d'une langue indigène au Mexique parlent le nahuatl. Dans l’ensemble, le nahuatl n’est pas considéré comme une langue en voie de disparition ; cependant, à la fin du XXe siècle, plusieurs dialectes nahuatl ont disparu,.
Selon le dernier recensement de l'INEGI, en 2020, le nahuatl était alors parlé, au Mexique, par au moins 1 651 958 personnes âgées de 3 ans ou plus.
Selon les chiffres du recensement précédent, en 2000, environ 15 % des locuteurs de nahuatl étaient monolingues et on trouvait parmi eux beaucoup plus de femmes que d'hommes, les femmes représentant près des deux tiers du nombre total. Toujours en 2000, les États de Guerrero et d'Hidalgo avaient les taux les plus élevés de locuteurs monolingues du nahuatl par rapport à la population totale de personnes parlant le nahuatl : au Guerrero, 24,2 % de monolingues avaient été recensés et 22,6 % en Hidalgo. Pour la plupart des autres États, le pourcentage de monolingues parmi les femmes enceintes était inférieur à 5 %. Cela signifie que dans la plupart des États mexicains, plus de 95 % de la population parlant le nahuatl étaient bilingues, leur autre langue étant l'espagnol.
Les plus grandes concentrations de locuteurs nahuatl se trouvent dans les États de Puebla, Veracruz, Hidalgo, San Luis Potosí, et Guerrero. D'importantes populations se trouvent également dans les États de Mexico, Morelos, et le District fédéral. Le nahuatl a disparu au cours du XXe siècle dans les États de Jalisco et Colima. À la suite de migrations internes au sein du pays, des communautés de langue nahuatl existent dans tous les États du Mexique. L'afflux moderne des travailleurs mexicains et des familles aux États-Unis a abouti à la création de quelques petites communautés de langue nahuatl dans ce pays, en particulier en Californie, New York, Texas, le Nouveau-Mexique et l'Arizona.

## Influences
Les influences aztèques auraient permis de faire rayonner le nahuatl de l'Aridoamérica jusqu'au Nicaragua.
Après l'annexion des territoires sous domination aztèque par les Espagnols, des mots nahuatl ont été importés dans les langues occidentales mais aussi aux Philippines, qui sont une ancienne colonie espagnole.

### Aux Philippines
Le nahuatl a été apporté aux Philippines pendant la colonisation espagnole par des travailleurs indigènes mexicains. Le tagalog s'est ainsi enrichi d'un lexique nahuatl, comme les mots kamote (camote, camotli), sayote (chayote, hitzayotli), atswete (achiote, achiotl), sili (chile, chili), tsokolate (chocolate, xocolatl), tiyangge (tianguis, tianquiztli) ou sapote (zapote, tzapotl).
En plus du tagalog, ce sont de nombreuses langues minoritaires des Philippines qui ont été influencées également sur le plan grammatical et dans de nombreuses expressions quotidiennes. Le Notre Père apparaît ainsi comme un mélange de castillan, de nahuatl et de langue locale.

### Sur les langues occidentales
À partir du contact européen et des découvertes faites par ces derniers des mots nahuatl s'exportent. Le plus connu est le mot chocolat (chocolātl).
Le français a emprunté par l'intermédiaire du castillan quelques mots au nahuatl comme « avocat / āhuacatl » (la plante), « chocolat / chocolātl », « coyote / coyōtl », « ocelot / ocēlōtl », « peyotl / peyōtl », « teocalli / teōcalli », « cacahuète / (tlāl)-cacahuatl », « copal / copalli », « cacao / cacahuatl », « tomate / tomatl ».
Au Mexique, l'espagnol (« castellano mexicano » ou « castillan mexicain ») courant, parlé et écrit, a emprunté au nahuatl, par le contact de cinq siècles et la nécessité locale, un beaucoup plus grand nombre de mots qui remplissent des dictionnaires (mexicanismes), comme il l'a fait pour d'autres dialectes ou langues (maya). Beaucoup de toponymes (noms de lieux) sont également tirés du nahuatl, notamment « Mexico / mēxihco », « Guatemala / cuauhtēmallān », le volcan « Popocatépetl / popōca tepētl  » ou la montagne qui fume.

## Phonologie
Le système phonologique du nahuatl compte huit voyelles : /a/, /e/, /i/ et /o/, longues ou brèves. Une transcription détaillée indique la quantité longue au moyen du macron : ā, ē, etc. ou (comme dans le tableau ci-dessus) au moyen des deux-points triangulaires de l’API : aː, eː.
L'accent tombe sur la pénultième, sauf au vocatif masculin.

### Consonnes
| Articulation | Labiale | Alvéolaire | Palatale | Vélaire | Glottale |
| ------------ | ------- | ---------- | -------- | ------- | -------- |
| Nasale       | m       | n          |          |         |          |
| Occlusive    | p       | t          |          | k / kʷ  | ʔ / h    |
| Affriquée    |         | tɬ / ts    | tʃ       |         |          |
| Fricative    |         | s          | ʃ        |         |          |
| Spirante     | w       | l          | j        |         |          |

### Voyelles
| Vocalisation | Frontale | Frontale | Centrale | Centrale | Arrière | Arrière |
| Vocalisation | Longue   | Courte   | Longue   | Courte   | Longue  | Courte  |
| ------------ | -------- | -------- | -------- | -------- | ------- | ------- |
| Haute        | iː       | i        |          |          |         |         |
| Moyenne      | eː       | e        |          |          | oː      | o       |
| Basse        |          |          | aː       | a        |         |         |

## Grammaire
Les langues nahuatl sont des langues agglutinantes polysynthétiques qui font des usages intensifs de composition, d'intégration et de dérivation. Autrement dit, elles peuvent ajouter de nombreux préfixes et suffixes différents à une racine de mot jusqu'à ce que des mots très longs soient formés. Un seul mot peut constituer une phrase entière.
Le verbe suivant montre comment le verbe est marqué pour le sujet, l'objet direct et l'objet indirect:
/ni-mits-teː-tla-makiː-ltiː-s/
moi-toi-quelqu'un-quelque chose-donner
« Je ferai que quelqu'un te donne quelque chose à toi »

### Noms
Le nom nahuatl possède une structure relativement complexe. Les inflexions concernent le nombre (singulier et pluriel, uniquement pour les noms animés en nahuatl classique) ainsi que la possession (c'est-à-dire, si le nom est possédé, il est indiqué par un préfixe comme « mon », « votre », etc.) Le nahuatl n’a ni genre ni cas (mais il possède des suffixes locatifs)
Dans la plupart des variétés de la langue nahuatl, les noms au singulier prennent généralement un suffixe à l'absolutif (les noms singuliers sans suffixe sont très rares en nahuatl classique, par exemple chichi « chien »). En nahuatl classique, le suffixe de loin le plus courant est -tl avec ses trois allomorphes : -tl après une voyelle (teo-tl « dieu »), -tli après une consonne (toch-tli « lapin », -li après un l (cal-li « maison »). Les noms au pluriel se forment généralement en ajoutant le suffixe -meh, bien que certaines formes au pluriel soient irrégulières.
Nom au singulier:
/kojo-tl/
coyote-absolutif
« coyote »
Nom pluriel animé:
/kojo-meh/
coyote-pluriel
« coyotes »
Nom pluriel animé avec réduplication :
/koː~kojo-h/
pluriel-coyote-pluriel
« coyotes »
Le nahuatl fait la distinction entre les formes de noms possédées et non-possédées. Le suffixe de l'absolutif n'est pas utilisé pour les noms possédés. Dans tous les dialectes, les noms possédés prennent un préfixe d'accord avec le nombre et la personne de son possesseur. Au pluriel, les noms possédés prennent la terminaison -/wa:n/.
Nom absolutif :
/kal-li/
maison-absolutif
« maison »
Nom possessif :
/non-kal/
« ma-maison »
Pluriel possessif :
/non-kal-waː n/
ma-maison-pluriel
« mes maisons »
Le nahuatl n'utilise pas les cas grammaticaux, mais par contre il utilise ce qu'on appelle parfois un nom relationnel pour décrire les relations spatiales. Ces morphèmes ne peuvent pas apparaître seuls, mais doivent toujours se produire après un nom ou un préfixe possessif. Ils sont souvent appelés postpositions ou suffixes locatifs. À certains égards, ces constructions ressemblent, et peuvent être considérées comme des constructions du locatif. La plupart des dialectes modernes ont intégré les prépositions de l'espagnol qui sont en concurrence avec/ou qui ont complètement remplacé les noms relationnels.
Utilisations de nom relationnel/postposition/ avec un préfixe de possession:
no-pan
mon-dans/sur
« dans/sur moi »
iː-pan kal-li
son-dans maison-absolutif
« dans la maison »
Utilisé avec un thème de substantif:
kal-pan
maison-dans
« dans la maison »
Les noms composés sont généralement formés par la combinaison de deux ou plusieurs thèmes nominaux, ou en combinant un thème nominal avec un adjectif ou une racine verbale.

### Pronoms
Le nahuatl distingue généralement trois personnes dont deux au singulier et au pluriel. Dans un dialecte moderne, il en est venu à faire une distinction entre les inclus (je/nous et vous) et les exclus (nous), voici les formes de la première personne du pluriel:
Première personne du pluriel:
tehwaːntin
« nous »
Pronoms pluriels en nahuatl de Mecayapan:
nejamēn ([nehameːn])
« Nous »
tejamēn ([tehameːn])
« Nous, vous »
Les formes non honorifiques:
tehwaːtl = vous, sg.
amehwaːntin = vous pl.
yehwatl = il/elle
Les formes honorifiques:
tehwaːtzin = vous sg.
amehwaːntzitzin = vous pl.
yehwaːtzin = il /elle

### Verbes
Le verbe nahuatl est assez complexe et infléchit pour de nombreuses catégories grammaticales. Le verbe est composé d'une racine, de préfixes et de suffixes. Les préfixes indiquent la personne du sujet, et la personne ainsi que le nombre de l'objet direct ou indirect, alors que les suffixes indiquent les temps, l'aspect, le mode et le nombre de l'objet.
La plupart des dialectes nahuatl possèdent trois temps différents : le présent, le passé et le futur, et deux aspects : perfectif et imperfectif. Tous les dialectes possèdent au moins les modes indicatif et impératif, alors que certains ont également l'optatif.
La plupart des variétés du nahuatl ont beaucoup de façons de modifier la valence du verbe. Le nahuatl classique avait une voix passive (en réalité plutôt une forme impersonnelle car l'agent est toujours indéterminé et non exprimé - la langue ne possède pas de constructions équivalentes à notre passif X est PARTICIPE PASSÉ par Y, avec un agent exprimé), mais ce n'est pas le cas dans la plupart des variétés modernes. Toutefois, les voix applicatives et causatives sont présents dans de nombreux dialectes modernes. De nombreuses variétés du nahuatl permettent également de former des composés verbaux avec deux ou plusieurs racines verbales.
La forme verbale suivante a deux racines verbales qui sont infléchies et causatives :
ni-kin-tla-kwa-ltiːs-neki
Je tiens à les nourrir
Certaines variétés du nahuatl, notamment le nahuatl classique, peuvent infléchir le verbe pour indiquer la direction de l'action verbale vers le locuteur.
Le nahuatl classique et de nombreux dialectes modernes ont grammaticalisés différentes façons d'exprimer la politesse envers les destinataires ou même à l'égard des personnes ou des choses qui sont mentionnées, en utilisant des formes verbales spéciales.
Forme verbale familière:
ti-mo-tlaːlo-un
vous-courir-présent
« vous courez »
Forme verbale honorifique:
ti-mo-tlaːlo-tsino-un
vous- vous-même -courir
« Vous courez » (dit avec respect)

### Syntaxe
Certains linguistes ont fait valoir que le nahuatl affiche les propriétés d'une langue non-configurationnelle, c'est-à-dire que l'ordre des mots en nahuatl est fondamentalement libre,
Michel Launey soutient que l'idée que le nahuatl classique avait un ordre des mots avec une grande liberté pour la variation, qui a ensuite été utilisée pour coder des fonctions pragmatiques telles que le rhème et le thème. Le même a été avancé pour certaines variétés contemporaines.
- Newal-no-Nobia
- « Ma fiancée »[67]

Il a été avancé que la syntaxe nahuatl classique est mieux caractérisée par « omniprédicative », ce qui signifie que n'importe quel nom ou verbe dans la langue est en fait une phrase prédicative. Cela semble tout de même tenir compte des quelques-unes des particularités de la langue, par exemple, pourquoi les noms doivent aussi porter les mêmes préfixes d'accord que les verbes, et pourquoi les prédicats ne nécessitent pas de syntagmes nominaux. Les noms sont infléchis de la même manière : le nom « conētl » ne signifie pas seulement « enfant », mais aussi « il est un enfant », et « ticonētl » signifie « vous êtes un enfant ».

### Phénomène de contact et emprunts à l'espagnol
Près de 500 ans de contact intense entre des locuteurs nahuatls et les locuteurs de l'espagnol, combiné à l'état de minorité de langue nahuatl et le prestige plus élevé associé à l'espagnol a provoqué de nombreux changements dans les dialectes modernes, avec un grand nombre de mots empruntés à l'espagnol, et l'introduction de nouvelles constructions syntaxiques et de catégories grammaticales.
Par exemple, une construction comme celle-ci, avec plusieurs mots empruntés est courante dans de nombreuses variétés modernes (emprunts espagnols en gras) :
- pero amo tēchentenderoah lo que tlen tictoah en mexicano
- « Mais ils ne comprennent pas ce que nous disons en nahuatl[70] »

Dans certains dialectes modernes l'ordre des mots est le suivant : sujet-verbe-objet direct/indirect, probablement sous l'influence de l'espagnol. D'autres changements dans la syntaxe du nahuatl comprennent l'utilisation des prépositions espagnoles au lieu de postpositions indigènes ou des noms relationnels. Dans l'exemple suivant issu du dialecte de nahuatl parlé à Michoacán, la postposition -ka (par) semble être utilisée comme une préposition, sans objet précédent:
- ti-ya ti-k-wika ka tel
- « allez-vous le prendre avec vous ? »[67]

Et, dans cet exemple du nahuatl de Mexicanero, la postposition d'origine « dans/sur » est utilisée comme une préposition. Porque est une préposition emprunté à l'espagnol et elle se produit également dans la phrase:
- amo wel Kalaki -Ya broche kal porke ȼ Akwa tika im pwerta
- « Il ne pouvait pas entrer dans la maison parce que la porte était fermée »[72]

De nombreux dialectes ont également subi un degré de simplification de leur morphologie ce qui a causé certains chercheurs à considérer qu'ils ont cessé d'être polysynthétiques.

## Système de numération
Le système de numération nahuatl est un système vicésimal à sous-base quinaire.
Les dix premiers nombres sont : 
1: ce - 2: ome - 3: yei (ou ei) - 4: nahui - 5: maccuilli - 6: chicuace - 7: chicome - 8: chicuei - 9 :chicunahui - 10 : matlactli
Chaque puissance de 20 porte un nouveau nom:
20 : cepoalli (1 × 20) - 40 : centzon - 400 : cenxiquipilli
Les autres se construisent selon un système multiplico-additif. Ainsi: 
17 s'énonce matlactli onchicome (10 et 7)
70 s'énonce yeipoalli onmatlactli (3 × 20 et 10)

## Écriture et littérature

### Écriture préhispanique
L'écriture nahuatl utilisait des pictogrammes et quelques idéogrammes. Ce système permettait de garder des traces écrites des généalogies, de données astronomiques, etc., mais ne permettait pas de représenter l'ensemble du vocabulaire oral. Le système d'écriture était donc moins développé que l'écriture maya.
L'écriture aztèque précolombienne n'était pas un système d'écriture véritable, car il ne pouvait pas représenter l'ensemble du vocabulaire d'une langue parlée comme l'écriture maya le pouvait. Par conséquent, l'écriture aztèque n'était pas destinée à être lue, mais à être dite. Les manuscrits complexes étaient essentiellement des aides pictographiques pour les textes de mémorisation, qui comprennent des généalogies, des informations astronomiques, et les listes d'hommages. Trois types de signes ont été utilisés dans le système : les images utilisées comme moyens mnémotechniques, des logogrammes qui représentent des mots entiers (au lieu de phonèmes ou syllabes), et finalement des logogrammes utilisés seulement pour leurs valeurs sonores.
Les Espagnols introduisirent l'alphabet latin, utilisé pour enregistrer un grand nombre d'œuvres aztèques, telles que la poésie et des documentations comme les testaments, des documents administratifs, des lettres juridiques, etc. En quelques décennies, l'écriture picturale a été complètement remplacée par l'alphabet latin. Aucune orthographe latine spécifique n'a été développée pour le nahuatl, et aucun consensus général n'est apparu pour la représentation de nombreux sons en nahuatl qui manquent en espagnol, comme les coups de glotte. Horacio Carochi développa une orthographe pour représenter les phonèmes plus précisément. L'orthographe de Carochi utilise deux accents différents : des macrons pour représenter les voyelles longues et des accents graves pour la Saltillo, et parfois des accents aigus pour les voyelles courtes.
Lorsque le nahuatl est devenu l'objet d'études linguistiques ciblées au cours du XXe siècle, les linguistes ont reconnu la nécessité de représenter tous les phonèmes de la langue. Plusieurs orthographes pratiques ont été conçues pour transcrire la langue. Avec la création de l'Instituto Nacional de Lenguas Indígenas du Mexique en 2004, de nouvelles tentatives pour créer des orthographes normalisées pour les différents dialectes ont repris, mais de nos jours il n'y a pas d'orthographe officielle pour les dialectes du nahuatl. Les principales transcriptions comprennent :
- De suivre ou non la pratique orthographique espagnole et rendre le phonème /k/ par « c » ou « qu » (devant « i » et « e »), /kʷ/ par « cu » (devant voyelle) ou « uc » (en fin de mot ou devant consonne), /s/ par « c » (devant voyelles « i » ou « e ») ou « z » (ailleurs)et /w/ par « hu » ou « u ».
- Comment écrire le phonème Saltillo qui a été écrit avec « j », « h », « ' » (apostrophe), ou un accent grave sur la voyelle précédente.
- De représenter la longueur vocalique, par exemple par voyelles doubles ou par l'utilisation de macrons.

### Écriture romanisée

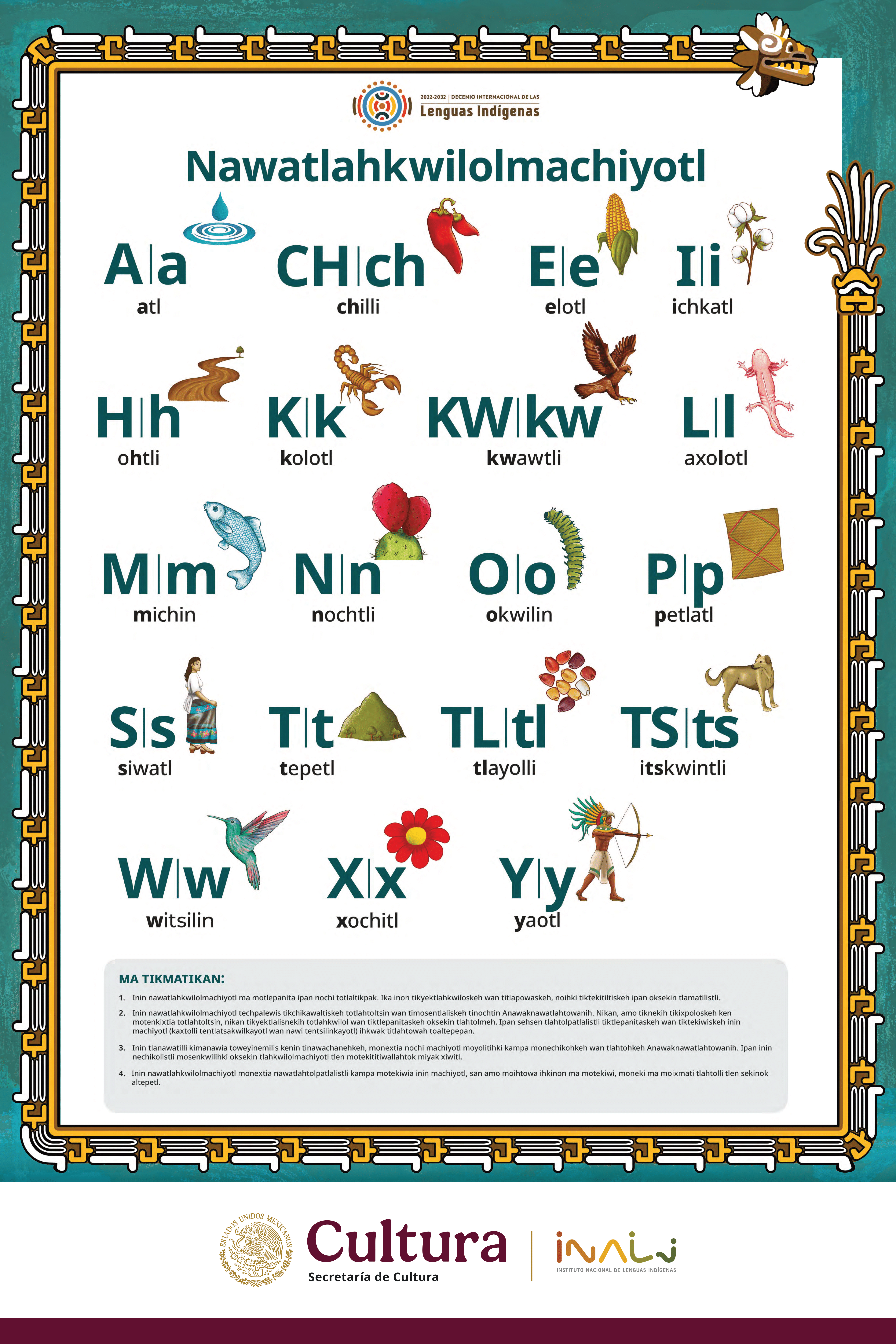
Alphabet illustré de langue nahuatl ou mexicaine.

Les Espagnols introduisirent l'alphabet latin : le nahuatl est donc romanisé selon des usages propres à l'espagnol, mais quelques exceptions existent :
La notation suit les usages de l'API.
- x est prononcé comme le digramme ch en français, soit [ʃ] ; nota : cette lettre se prononçait à l'origine ainsi en espagnol, avant de se prononcer de façon similaire à la jota (valant [x]) ; aujourd'hui le « x », en espagnol, se prononce comme en français sauf pour le nom de Mexico, d'origine nahuatl, qui a conservé la prononciation originelle [ʃ] ;
- le digramme tl est une consonne unique. Il s'agit de l'affriquée latérale sourde [tɬ]. Ce type de son ne se trouve que dans très peu de langues européennes mais est très répandu dans les langues d'Amérique du Nord, d'Amérique centrale et du Caucase. En islandais existe cette consonne, qu'on écrit « ll ». Par exemple on prononce le mot islandais « bill » [bitl] et l'on retrouve ce son caractéristique des langues amérindiennes. En gallois existe une consonne proche, qui n'est pas affriquée mais fricative, notée par le digramme ll et valant [ɬ] ;
- le digramme cu est une occlusive labiovélarisée [kw] ; on écrit ce son uc en fin de mot ;
- hu se prononce [w] ; on écrit uh en fin de mot ;
- un h après une voyelle, s'appelle « saltillo ». Hors dans le digramme hu, il note, selon les dialectes et le contexte vocalique, soit une occlusive glottale [ʔ] (le coup de glotte) soit une fricative glottale [h] soit encore la fricative palatale [ç] soit encore un simple allongement de la voyelle précédente.
- z se prononce [s], son que l'on écrit c devant e et i ;
- ll ne note pas le /l/ palatal espagnol, [ʎ], mais un /l/ long, [lː] ;

### Stylistique
Les Aztèques distinguaient deux registres sociaux de la langue : la langue des roturiers (macēhuallahtolli) et la langue de la noblesse (tecpillāhtolli). Cette dernière a été marquée par l'utilisation d'un style rhétorique distinct. Depuis que l'alphabétisation a été principalement limitée à ces classes sociales supérieures, la plupart des documents
et des poésies existantes ont été écrites dans ce style. Par exemple :
ye maca timiquican
« Puissions-nous ne pas mourir »
ye maca tipolihuican
« Puissions-nous ne pas périr »
Un autre type de parallélisme utilisé est appelé par les linguistes modernes difrasismo, dans lequel deux phrases sont symboliquement combinées pour donner une lecture métaphorique. Le nahuatl classique était riche en métaphores, dont beaucoup sont expliquées par Sahagún dans le Codex de Florence et par Andrés de Olmos dans son Arte. Ces difrasismos incluent:
in xochitl, in cuicatl
la fleur, la chanson - qui signifie « poésie »
in cuitlapilli, in atlapalli
la queue, l'aile - qui signifie « le peuple »
in toptli, in petlacalli
la poitrine, la boîte - qui signifie « quelque chose de secret »
in yollohtli, in eztli
le cœur, le sang - qui signifie « cacao »
in iztlactli, in tenqualactli
la bave, la salive - qui signifie « mensonges »

## Exemple de texte
L'exemple de texte ci-dessous est un extrait d'un communiqué publié en nahuatl par Emiliano Zapata en 1918 dans le but de convaincre les villes Nahuas dans la région de Tlaxcala de se joindre à la révolution contre le régime de Venustiano Carranza. L'orthographe employée dans la lettre est improvisée.
| Tlanahuatil Panoloani An Altepeme de non cate itech nin tlalpan de netehuiloya den tlanahuatiani Arenas. Axcan cuan nonques tlalticpacchanéhque de non altepeme tlami quitzetzeloa neca tliltic amo cuali nemiliz Carrancista, noyolo pahpaqui ihuan itech nin mahuiztica, intoca netehuiloanime-tlatzintlaneca, ihuan nanmechtitlanilia ze páhpaquilizticatlápaloli ihuan ica nochi noyolo niquinyolehua nonques altepeme aquihque cate qui chihuazque netehuiliztle ipampa meláhqui tlanahuatil ihuan amo nen motenecahuilia quitlahtlaczazque in anmocualinemiliz. tiquintlahpaloa nonques netehuiloanime tlen mocuepan ican nin yolopaquilizticatequi, ihuan quixnamiqui in nexicoaliztle ipan non huei tehuile tlen aic hueliti tlami nian aic tlamiz zeme ica nitlamiliz in tliltic oquichtlanahuatiani, de neca moxicoani, teca mocaya de non zemihcac teixcuepa tlen itoca Venustiano Carranza que quimahuizquixtia in netehuiliztle ihuan quipinahtia to tlalticpac-nantzi "Mexico" zeme quimahuizpolóhtica. | Message à faire circuler Pour les villes qui sont situés dans la zone qui ont combattu sous le général Arenas. Maintenant, que les habitants de cette terre, de ces villes, terminent de combattre le noir, le mal de la vie de Carrancismo mon cœur est très heureux et avec la dignité au nom de ceux qui combattent dans les rangs, et à vous tous j'envoie une salutation heureuse et avec tout mon cœur J'invite ces villes, ceux qui sont là, à se joindre à la lutte pour un mandat de justes de ne pas en vain des déclarations, de ne pas permettre à faire disparaître votre bon mode de vie. Nous saluons ces combattants qui se tourner vers ce travail joyeux et face à la cupidité dans cette grande guerre, qui ne peut jamais finir, ni ne jamais finir jusqu'à la fin du tyran noir de ce glouton, qui se moque et toujours tromper les gens et dont le nom est Venustiano Carranza, qui prend la gloire de la guerre et qui fait honte à notre patrie, au Mexique complètement déshonoré. |

### Exemples de mots
| Mot        | Traduction | Prononciation standard |
| ---------- | ---------- | ---------------------- |
| terre      | tlālli     | ['tɬa:lli]             |
| ciel       | ilhuicatl  | [il'wikatɬ]            |
| eau        | ātl        | ['a:tɬ]                |
| feu        | tletl      | ['tɬetɬ]               |
| homme      | tlācatl    | ['tɬa:katɬ]            |
| femme      | cihuātl    | ['siwa:tɬ]             |
| manger     | cua        | ['kʷa]                 |
| boire      | i          | ['i]                   |
| grand      | huēyi      | ['we:ji]               |
| grenouille | calātl     | ['kala:tɬ]             |
| petit      | tepitōn    | [te'pitʊ:n̥]            |
| nuit       | yohualli   | [jo'walli]             |
| jour       | ilhuitl    | ['ilwitɬ]              |
| roseau     | ācatl      | ['a:katɬ]              |
| tortue     | āyōtl      | ['a:jʊ:tɬ]             |

#### en nahuatl (en partie)
- Juan de Tecto (en) (1468c-1525) (Jean Couvreur, Johann Dekkers), franciscain flamand, Primeros rudimentos de la doctrina Cristiana en lengua Mexicana
- Inconnu, Livre d'Évangile en langue mexicaine de la Bibliothèque du Chapitre de Tolède (es) (vers 1545)
- Martín de la Cruz (es), Libellus de medicinalibus indorum herbis (1552, Codex badianus)
- Alonso de Molina (1515c-1585c),  Doctrina christiana breve traduzida en lengua mexicana (1547), Aquí comiença un vocabulario en la lengua castellana y mexicana (1555), Vocabulario en lengua castellana y mexicana (1571, augmenté en 1576)
- Pedro Balli, Cérémonial de la messe tiré du nouveau missel de Trente (1579)
- Bernardino de Sahagún, Psalmodia Christiana (1583), Intégrale en fac-similé de la première édition de la Biblothèque John Carter Brown (en)
- Evangeliario en lengua mexicana de la Biblioteca Capitular de Toledo (es)
- Trois anciens élèves : Carlos Ometochtzin (en) (1510?-exécuté en 1539), Xihuitltemoc de Xaltocan (en) (Pablo Nazareo)[83], Antonio Valeriano (1520c-1605, Nican mopohua)